# Medkoveț, Montana
Medkoveț (în bulgară Медковец) este un sat în comuna Medkoveț, regiunea Montana,  Bulgaria. 

## Demografie
Componența etnică a satului Medkoveț
     Bulgari (78,64%)
     Romi (20,58%)
     Nicio identificare (0,77%)
     Altele (0,22%)
La recensământul din 2011, populația satului Medkoveț era de 1.812 locuitori. Din punct de vedere etnic, majoritatea locuitorilor (78,64%) erau bulgari, cu o minoritate de romi (20,58%). Pentru 0,77% din locuitori nu este cunoscută apartenența etnică.